# Черес
Чѐрес (на италиански и на пиемонтски: Ceres; на окситански: Serës, Серъс) е село и община в Метрополен град Торино, регион Пиемонт, Северна Италия. Разположено е на 704 m надморска височина. Към 1 януари 2020 г. населението на общината е 1033 души, от които 97 са чужди граждани.